# Daan van Sintmaartensdijk
Daan van Sintmaartensdijk, né le 11 juin 1998 à Zuidland, est un coureur cycliste néerlandais.

## Biographie
Daan van Sintmaartensdijk grandit dans une famille de sportifs. Son petit frère Roel est également coureur cycliste,, et sa sœur Maud pratique l'athlétisme. Après une expérience dans le football, il commence le cyclisme dans les catégories de jeunes au PRC Delta.
En 2016, il devient champion des Pays-Bas sur route et termine cinquième du Tour des Flandres chez les juniors (moins de 19 ans). Il rejoint ensuite le club LottoNL-Jumbo-de Jonge Renner en 2017, pour ses débuts espoirs (moins de 23 ans). Stagiaire chez Baby-Dump, il est finalement recruté par l'équipe continentale Alecto en 2018. Il s'impose sur le Circuit de Campine, manche de la Topcompetitie. Son année 2019 est ternie par une blessure au genou et la mort de son coéquipier Robbert de Greef. Il parvient toutefois à terminer ses études en été, et réalise une fin de saison encourageante.

## Palmarès sur route

### Par années
- 2015
  - 2e du championnat des Pays-Bas de poursuite par équipes
- 2016
  -  Champion des Pays-Bas sur route juniors
- 2018
  - Circuit de Campine
- 2021
  - 2e du PWZ Zuidenveld Tour
- 2022
  - Omloop Houtse Linies
  - 1re étape de la Flèche du Sud[4]
  - 3e du Circuit de Campine
- 2023
  - 1re étape (b) de la course de Solidarność et des champions olympiques
  - 2e étape de l'Okolo Jižních Čech
- 2024
  - 3e de la Ronde van de Achterhoek

### Classements mondiaux
| Année                                 | 2018  | 2019  | 2020 | 2021  | 2022  | 2023  | 2024  |
| ------------------------------------- | ----- | ----- | ---- | ----- | ----- | ----- | ----- |
| Classement mondial                    | 2022e | 2343e | nc   | 1098e | 1282e | 1233e | 1425e |
| UCI Europe Tour                       | 1346e | 1504e | nc   | 814e  | 889e  | nc    | nc    |
|                                       |       |       |      |       |       |       |       |
| Légende : nc = non classéSource : UCI |       |       |      |       |       |       |       |

## Palmarès en VTT
- 2024
  -  Champion des Pays-Bas de beachrace